# Westelijke wolmaki
De westelijke wolmaki (Avahi occidentalis) is een zoogdier uit de familie van de indriachtigen (Indriidae). De wetenschappelijke naam van de soort werd voor het eerst geldig gepubliceerd door Ludwig Lorenz von Liburnau in 1898.

## Voorkomen
De soort komt voor in noordwestelijk Madagaskar.